# Гай (округ Кошиці-околиця)
Гай (словац. Háj) — село в окрузі Кошиці-околиця Кошицького краю Словаччини. Площа села 21,36 км². Станом на 31 грудня 2016 року в селі проживало 280 жителів.

## Історія
Перші згадки про село датуються 1409 роком.

## Географія
Протікає Гайський потік.

## Населення
| Рік:            | 1994. | 2004.    | 2014.   | 2024.    |
| --------------- | ----- | -------- | ------- | -------- |
| Кількість осіб: | 332   | 285      | 290     | 239      |
| Різниця:        |       | -14,15 % | +1,75 % | -17,58 % |

| Рік:            | 2023. | 2024.   |
| --------------- | ----- | ------- |
| Кількість осіб: | 242   | 239     |
| Різниця:        |       | -1,23 % |